# جسنتا کمبل
جسنتا کمبل (به انگلیسی: Jesinta Campbell) (زاده: ۱۲ اوت ۱۹۹۱ در استرالیا) ملکه زیبایی اهل استرالیا است که در سال ۲۰۱۰ برنده سوم مسابقات دوشیزه جهان شد.